# Rosalie Soubère
Rosalie Soubère, surnommée « Mariette », née le 21 septembre 1868 à Saint-Étienne, est une plieuse de journaux, militante et terroriste anarchiste illégaliste. Elle est surtout connue pour son rôle lors de l'attentat du boulevard saint-Germain, une attaque projetant la France dans l'Ère des attentats (1892-1894) et un événement notable de l'histoire du terrorisme.
Originaire de la Loire, Soubère devient anarchiste à un jeune âge et entre en couple avec un autre militant anarchiste, Joseph Jas-Béala. Elle donne naissance à une fille qui meurt en bas-âge avant d'accueillir chez elle Ravachol en 1891 lorsque ce dernier est recherché par la police. Les trois forment alors un groupe et se radicalisent en réponse à l'affaire de Clichy, où trois anarchistes sont battus par la police très violemment avant d'être condamnés à de dures peines de prison. Ils rejoignent Paris entre la fin 1891 et début 1892, où elle rencontre Charles Chaumentin et Charles Simon, deux autres anarchistes, qui s'associent à son projet.
Soubère attend que la bombe soit prête pour ensuite la transporter sous ses jupons jusqu'à leur cible, où Ravachol pose la bombe. Elle fait ensuite le guet pendant que les autres membres s'enfuient. Arrêtée avec ses complices, elle est acquittée lors de son premier procès concernant l'attentat. Cependant, elle doit faire face à de nouvelles accusations, dont une partie pour des crimes qu'elle n'a probablement pas commis. Elle est alors jugée une deuxième fois, avant d'être acquittée de nouveau. Lors de son troisième procès successif, cette fois-ci pour avoir hébergé Ravachol, Soubère est condamnée à sept mois de prison ferme.
Elle rejoint Saint-Étienne après avoir vécu sous le pseudonyme de Rosalie Gibert à Saint-Denis. Elle aurait éventuellement poursuivi son militantisme jusqu'aux années 1930 au moins.

## Biographie

### Jeunesse et déplacement à Paris

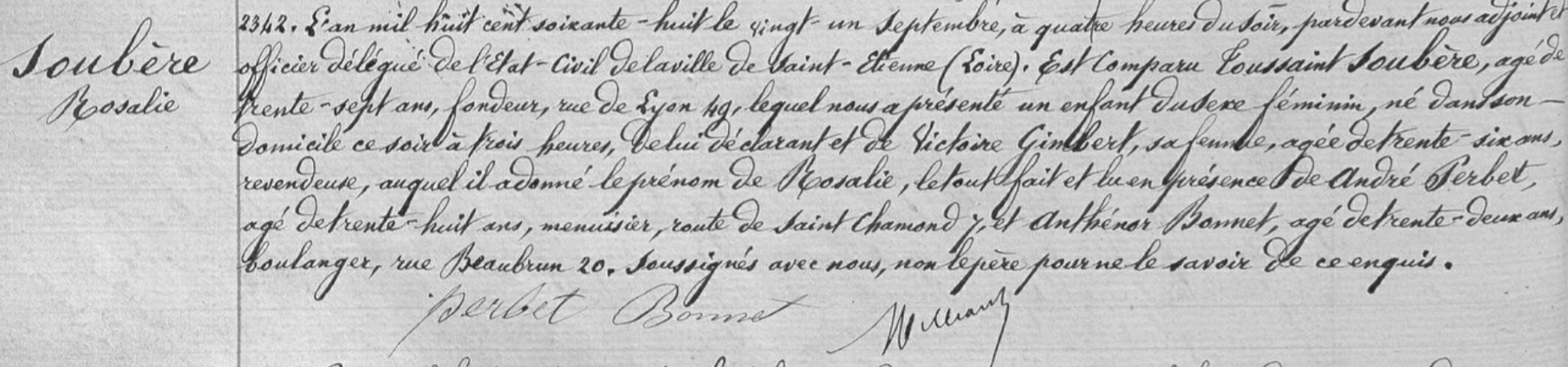
Acte de naissance de Rosalie Soubère dans les Archives municipales de Saint-Etienne. 21 septembre 1868.

Rosalie Mariette Soubère naît à Saint-Étienne le 21 septembre 1868. Sa mère, Victoire Gimbert, est revendeuse, tandis que son père, Toussaint Soubère, est fondeur. Soubère entre en couple avec le militant anarchiste, Joseph Jas-Béala, vers 1885-1887. Elle exerce comme plieuse de journaux à cette période. Le 3 mars 1889, Soubère donne naissance à une fille chez une sage femme, qu'elle nomme Louise Michelle. Elle la présente à l'état civil seule, sans père pour la reconnaître. La petite fille meurt le mois suivant, le 15 avril 1889. Elle vit alors au 48 rue des frères Chappes à Saint-Étienne.
Alors qu'il fuit la police qui le recherche pour meurtre, elle accueille Ravachol chez eux à Saint-Étienne puis ils rejoignent Saint-Denis en 1892 avec lui, où ils sont logés par Charles Chaumentin.
Selon Jean Vigouroux, il est vraisemblable d'envisager que ce déplacement vers la capitale est entrepris dans la perspective d'y commettre des attentats anarchistes. Le couple apporte par ailleurs à Ravachol une quantité relativement importante de dynamite en le rejoignant à Paris. Le groupe fait aussi la connaissance de Charles Simon, un militant de dix-huit ans qui leur est présenté par Chaumentin comme « connaissant Paris comme sa poche ». En effet, le groupe se radicalise à la suite de l'affaire de Clichy, où la police bat et maltraite des militants anarchistes emprisonnés. Après que le procureur chargé de l'affaire, Bulot, requiert la peine de mort pour les anarchistes incarcérés, et que le juge, Edmond Benoît, les condamne à des peines dures, le groupe commence à préparer un attentat visant à assassiner Benoît.

### Attentat du Boulevard Saint-Germain

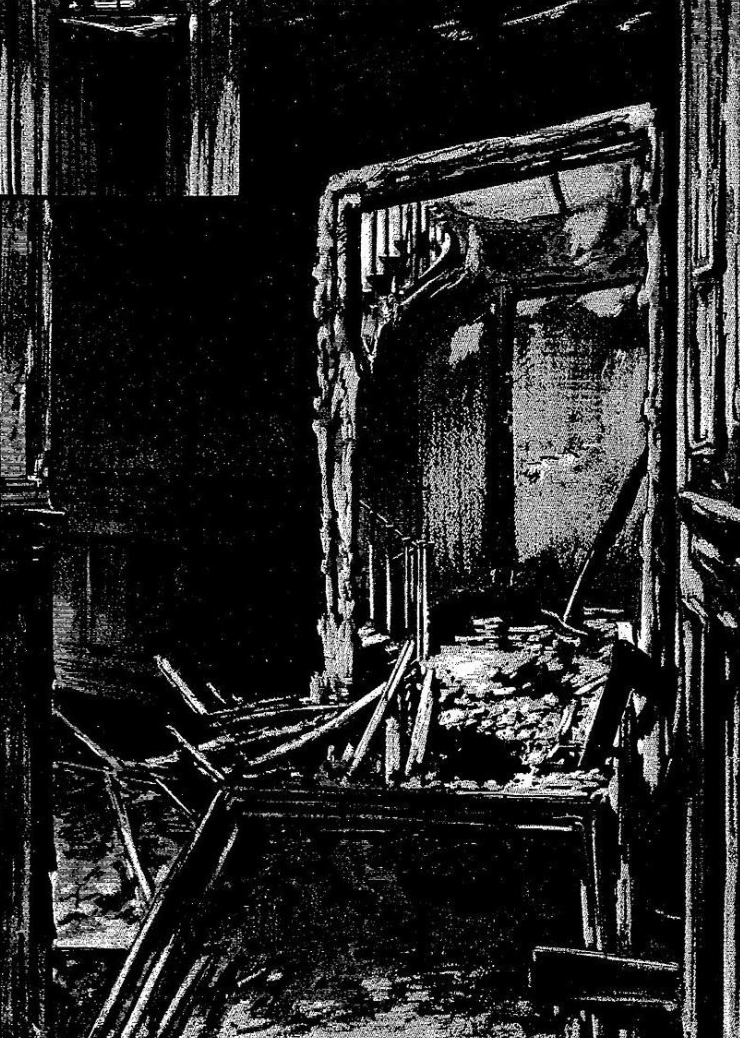
Suites de l'attentat du Boulevard Saint-Germain dans L'Univers illustré (19 mars 1892)

Dans les jours suivants, Ravachol et Simon créent la bombe, Simon effectue une première reconnaissance de la résidence du juge, 136 Boulevard Saint-Germain, puis le groupe de quatre personnes prend le tramway depuis Saint-Denis pour procéder à l'attentat, le 11 mars 1892. Soubère s'installe entre Simon et Béala et transporte la bombe, qu'elle dissimule sous ses jupons,. Elle la confie ensuite à Ravachol, qui, armé de deux pistolets chargés, entre dans l'édifice, pose la bombe au deuxième étage, le centre du bâtiment - car il ignore où demeure exactement Benoît. Il allume la mèche de la bombe et s'enfuit ; tout cela tandis que Soubère et Béala font le guet à l'extérieur. La militante reste ensuite sur place, pour surveiller la suite de l'explosion, alors que ses compagnons quittent les lieux.
L'attentat ne fait pas de morts, ne touche pas le juge Benoît, qui réside au cinquième étage, et blesse une personne.

### Arrestation

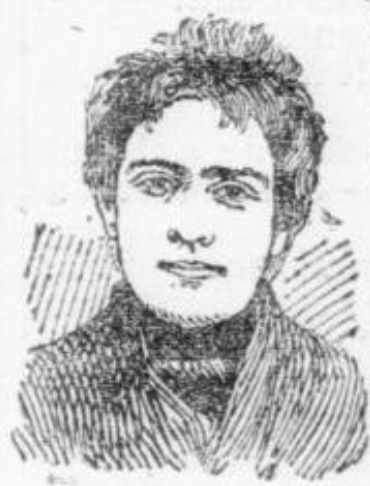
Rosalie Soubère dans La Nation (27 avril 1892)

Elle est arrêtée vers le 23 mars 1892 par la police avec son compagnon Jas-Béala. Tous deux nient tout et refusent de fournir la moindre information lors des interrogatoires. Ils gardent le silence – mais la partenaire de Chaumentin finit par céder sous la pression et donne la description de Ravachol.
Le 27 mars 1892, Ravachol seul effectue l'attentat de Clichy, visant le procureur, Bulot, cette fois-ci. Ravachol pose sa bombe dans le bâtiment où réside le procureur, Bulot, et quitte les lieux. La bombe explose, blessant sept personnes mais ne touchant pas Bulot puisque celui-ci n'est pas présent dans l'immeuble. Ravachol est arrêté quelques jours plus tard, dénoncé par Very, le propriétaire du café Le Very où il dîne.

### Premier procès

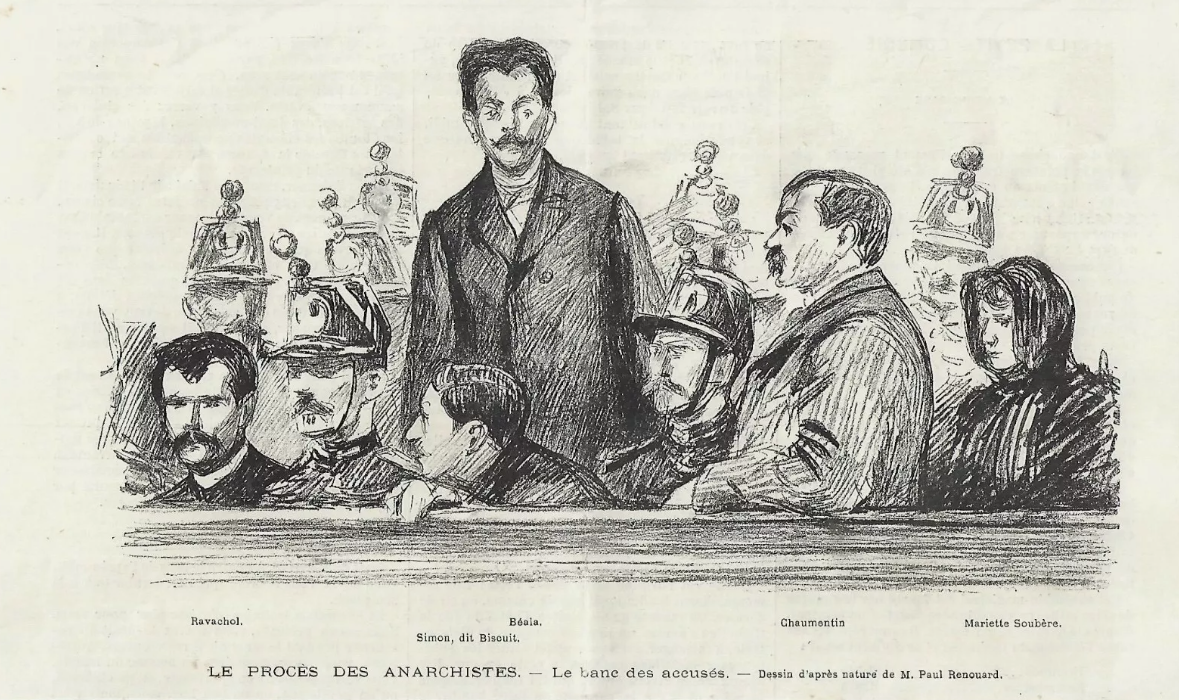
Représentation de son procès dans L'Illustration (30 avril 1892) par Paul Renouard

La veille de l'ouverture de son procès, le 25 avril 1892, des militants anarchistes du groupe des Pieds-plats, Théodule Meunier et Jean-Pierre François commettent l'attentat du Véry, ciblant Véry et le tuant dans l'explosion. Elle comparait avec ses quatre complices le lendemain devant la Cour d'assises de la Seine,. 
Elle est défendue par maître Eugène Crémieux et soutient son innocence en annonçant n'avoir jamais pris connaissance de ce que contenait la marmite qu'elle porte sous ses jupons lors de l'attentat du Boulevard Saint-Germain. Le procureur, Jules Quesnay de Beaurepaire, charge les trois autres participants mais la présente comme étant faible car femme et sous l'influence de Jas-Béala. Il clôture son réquisitoire en disant que selon lui, elle :

« est femme, elle est faible. Elle tenait à l'un des accusés, dont elle subissait l'influence, par le lien de l'affection. Il y a sur sa culpabilité un doute dont elle peut profiter. En ce qui la concerne, que le jury n'hésite pas à se montrer pitoyable el à consulter son cœur. »

Elle est acquittée par le jury avec Béala, tandis que Ravachol et Simon sont reconnus coupables mais avec circonstances atténuantes,.

### Deuxième procès

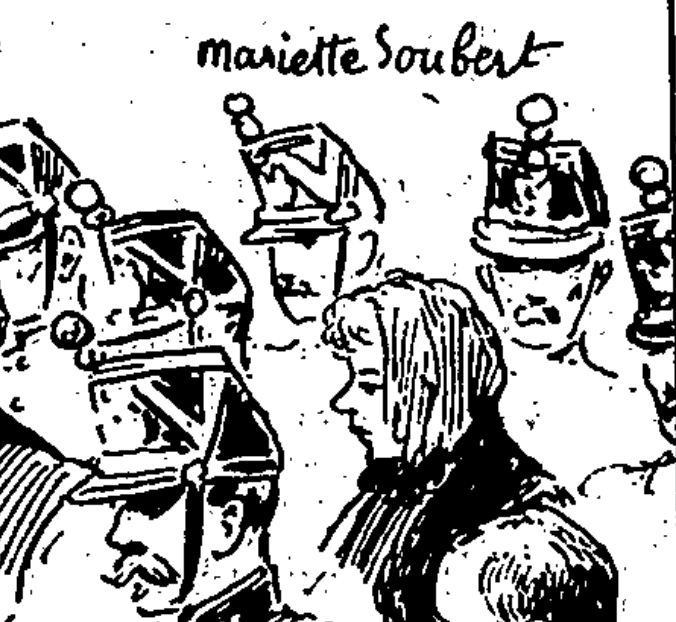
Rosalie Soubère pendant le procès dans L'Univers illustré (30 avril 1892)

Après leur libération, ils logent au 94 rue de Paris à Saint-Denis, au troisième étage. Le 12 mai 1892, à trois heures et demie du matin, des agents menés par le brigadier Rossignol, policier ayant arrêté Clément Duval quelques années plus tôt, pénètrent dans leur chambre et les arrêtent sur ordre du juge Lascoux - pour complicité dans l'assassinat des dames Marcon, deux femmes que Ravachol, Soubère et Jas-Béala sont alors accusés d'avoir assassinées à Saint-Étienne, des crimes qu'ils n'ont probablement pas commis. Elle y est transférée le 16 mai, par le train de 10h50, avec ses complices. Le groupe y arrive dans la journée et est conduit à pied à la prison. Le lendemain, la militante refuse de répondre et se tait lorsqu'elle est interrogée. Elle est placée dans une cellule attenante à celles de Béala et Ravachol, pleure abondamment pendant ses premiers jours d'incarcération et demande à voir sa mère, qui exerce alors comme marchande de légumes place Fourneyron.
Elle comparaît à son deuxième procès avec un chapeau de paille noir sur la tête et répond à son interrogatoire en souriant. Son avocat est toujours maître Eugène Crémieux pour ce deuxième procès. Lorsque le juge lui dit que les rapports à son sujet ne sont pas défavorables, elle n'entend pas correctement la remarque et dit que cela l'étonne, ce qui fait rire une partie du public. Elle répond par de brèves remarques à son interrogatoire, accuse Chaumentin, qui les a dénoncés, de mentir, et se tait. Plus tard, Soubère s'indigne et répond avec vigueur à Chaumentin, lorsque celui-ci l'accuse publiquement pendant l'audience d'avoir accueilli Ravachol chez elle pendant sa fuite. Elle l'accuse d'être un menteur, un misérable, un infâme, et assure n'avoir rencontré Chaumentin qu'à Paris, sans le connaître avant.
À un témoin qui l'aurait vue et appuyant cela sur le fait qu'il se souvient qu'il lui manque une dent, elle lui répond :

« Voyez-moi cet aplomb ! Ah vous avez remarqué que j'avais une dent de moins? Vous avez mal regardé, mon ami ; il m'en manque trois. »

Elle lui répond aussi qu'il l'aurait vue plus « mince » qu'elle ne le serait réellement. Son avocat, Crémieux, fait sa plaidoirie vers minuit, et reçoit un certain succès. Soubère et Jas-Béala sont acquittés une nouvelle fois sur tous les chefs d'accusation lors de ce second procès tandis que Ravachol est condamné à mort,.

### Troisième procès et incarcération

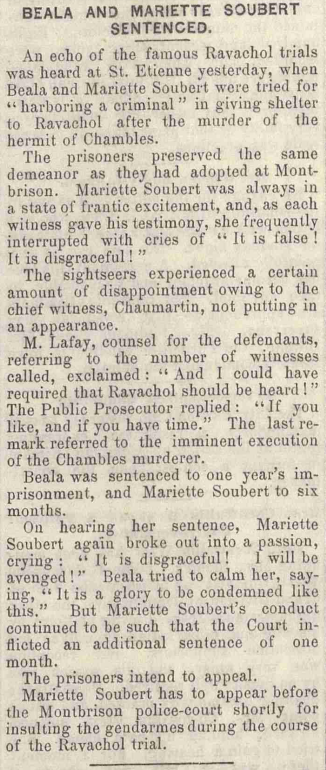
Article sur la condamnation de Soubère et Jas-Béala lors de leur troisième procès dans The New York Herald (6 juillet 1892)

Soubère est renvoyée en correctionnelle pour le fait d'avoir accueilli Ravachol chez elle. Elle condamnée pour la première fois lors de ce troisième procès successif, cette fois-ci pour avoir hébergé Ravachol. Après cette condamnation, elle s'écrie :

« C'est honteux ! C'est indigne ! Je me vengerai au péril de ma vie ! »

Cette déclaration provoque un profond effroi chez les juges et pousse l'un d'eux à quitter la pièce subitement par peur. L'historien Thierry Lévy considère qu'il s'agit d'un bon exemple de la peur panique provoquée par les anarchistes aux magistrats pendant cette période, après les deux attentats les visant.
L'anarchiste reçoit un mois supplémentaire pour cette déclaration, considérée comme étant un outrage par le juge. Béala est quant à lui condamné à un an de prison, le 5 juillet 1892. Elle fait appel et sa peine est réduite d'un mois,.

### Retour à Saint-Étienne et dernières années
Après l'attentat de Carmaux-Bons Enfants, où Émile Henry et d'autres anarchistes attaquent le siège de la Compagnie minière de Carmaux, elle est suspectée et arrêtée. En effet, lors de l'attentat, une femme inconnue, brune, portant un foulard, aurait été la personne ayant posé la bombe. Cependant, le juge conclut rapidement qu'elle ne connaîtrait pas Henry et ne serait pas liée à cette affaire. Il s'agirait plutôt d'Adrienne Chailliey, une militante proche de Henry.
Soubère et Jas-Béala s'installent ensuite à Saint-Denis, rue de la Briche, où ils vivent en portant le nom de Viala et Gibert pour passer inaperçus - ils travaillent alors comme marchands de journaux au Croissant avant de repartir pour Saint-Étienne.
Selon les historiens anarchistes Rolf Dupuy et Thierry Bernard, la militante est éventuellement encore active dans les années 1930 et correspondrait peut-être à la « camarade Mariette », trésorière de Terre Libre à cette époque.

## Postérité

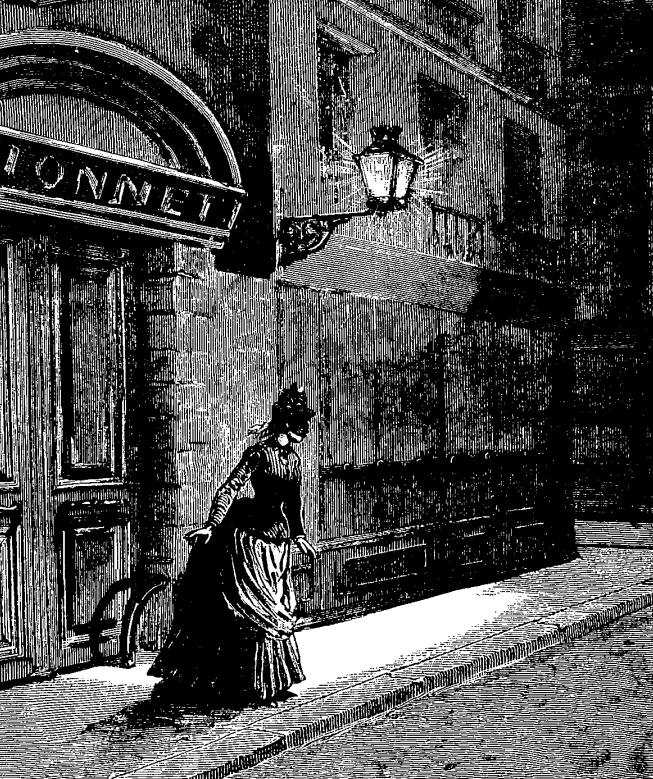
Représentation romancée de Rosalie Soubère pendant qu'elle aurait fait le guet pour l'assassinat des dames Marcon, un acte qu'elle ne commet probablement pas (1893)

En février 1894, un anarchiste arrêté à Saint-Étienne pour un crime de droit commun présente son portrait à la police qui l'a interpellé et déclare s'inspirer d'elle.

### Impact sur l'art
Dans l’ensemble, de nombreux écrivains et artistes français sont marqués par l’Ère des attentats (1892-1894), qu’elle lance. Parmi eux, Jean Ajalbert, Francis Vielé-Griffin, Maurice Beaubourg, Paul Claudel, Bernard Lazare, Camille Mauclair, Stuart Merrill, Lucien Muhlfeld, Adolphe Retté, Saint-Pol-Roux, Octave Mirbeau et Stéphane Mallarmé s’intéressent particulièrement à ces événements.

## Œuvres

### Deuxième procès (Archives de la Loire — 4 U 299 — courtoisie d’Archives anarchistes)
- Interrogatoire (7 mai 1892 - Paris)
- Interrogatoire (17 mai 1892 - Montbrison)
- Interrogatoire (31 mai 1892 - Montbrison)

### Presse anarchiste
- Le procès des dynamiteurs par Émile Pouget dans Le Père Peinard (24 avril 1892)

### Sources policières
- Témoignages sur l'attentat du boulevard Saint-Germain (Archives de la préfecture de police de Paris — JA 8 Ravachol — courtoisie d’Archives anarchistes)
- Arrestation de Rosalie Soubère (Archives de la préfecture de police de Paris — JA 8 Ravachol — courtoisie d’Archives anarchistes)